# 華盛頓·歐文
華盛頓·歐文（英語：Washington Irving，1783年4月3日—1859年11月28日），生於美國紐約市曼哈頓。是美國著名作家、短篇小說家、亦是一名律師，亦曾當過政府官員，是駐西班牙及英國的外交官。在文學上最為著名，為人所知的作品包括《李伯大夢》、《沉睡谷传奇》等。他常被譽為「美國文學之父」。
1907年林紓翻譯的《拊掌录》系美国作家华盛顿·欧文的短篇小说集，书名今译为《见闻杂记》，內容收錄有《李伯大夢》、《沉睡谷传奇》等，因為收錄十篇短篇小說故稱“拊掌”。林纾序说：“欧文气量宏广，而思致深邃而便敏。”
他的史学的作品包括乔治·华盛顿、奥立佛·高德史密斯以及穆罕默德的人物传记。此外还包括有关西班牙15世纪的诸如克里斯托弗·哥伦布、安达卢斯和阿兰布拉宫的文章。
1802年通过使用Jonathan Oldstyle这个笔名在《纪事晨报》发布一些书信体散文，欧文开始在文学界崭露头角。而在1815年移居英格兰后，《拊掌录》使他在国际上获得了名声。从1819年开始，他开始定期地发布一些文章。而在他去世前八个月，还完成了关于乔治·华盛顿的一部长达五卷的传记。

## 生平

### 早年

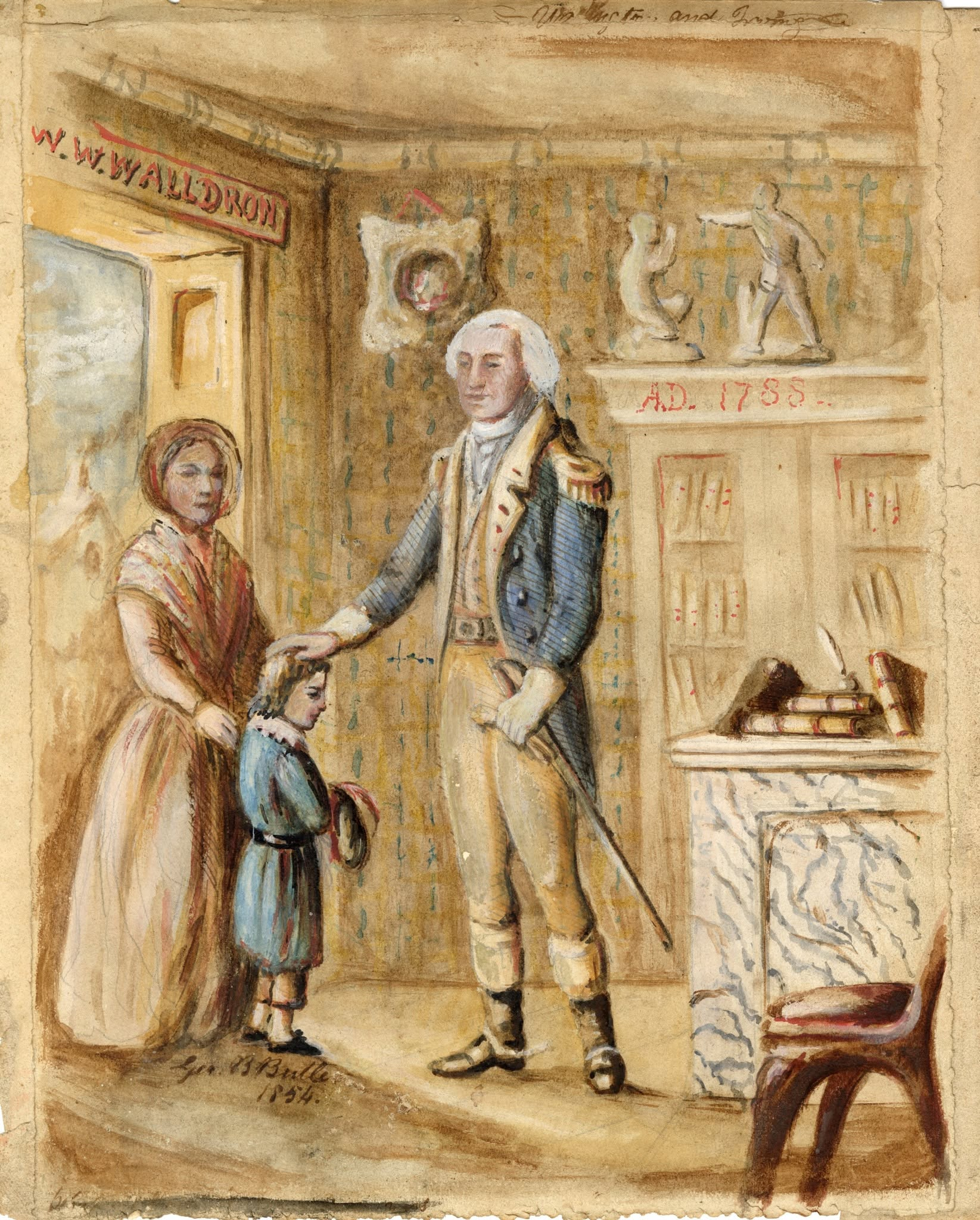
欧文拜見喬治·华盛顿，小喬治·伯納德·巴特勒繪于1854年

华盛顿·欧文的双亲是老威廉姆·欧文和莎拉。他们于1761年结婚，婚后共有11个子女，但是只有8个健康得长大成人，其中华盛顿是最小的孩子。欧文家居于纽约曼哈顿，华盛顿·欧文于1783年4月3日出生，和居民们得知美国革命结束的消息是同一周，他的母亲便以革命中的英雄乔治·华盛顿的名字来给小欧文取名。6岁时，欧文真正见到了他的同名人-乔治·华盛顿，后者对小欧文进行了祝福。
欧文对于学习不感兴趣，而喜欢冒险类的故事和戏剧。在不到14岁时，他就常常在晚上逃学去戏院看戏。1798曼哈顿的黄热病大爆发使得他的家庭把他转送到更健康的地方，欧文才得以和他的朋友James Kirke Paulding一起呆在塔里敦。也是在这儿，欧文知道了断头谷附近小镇的奇怪的荷兰习俗和本地鬼故事。他后来还在旅行中路过了卡兹奇山，也就是《李伯大梦》的原场景。
1802年，19岁的欧文开始使用笔名“Jonathan Oldstyle”来给《纪事晨报》写一些信，信的内容主要是关于市内的社会场景和戏院的评论。这些书信给欧文带来了一些名声，也带来了一些臭名。
由于身体原因，1804年至1806年欧文在欧洲进行修养。在这次旅行中，欧文最大的收获便是那些随后让他变得非常受欢迎的社交性技巧。欧文这样写道：“我努力地使事情变得愉快。当我不能找到合我口味的晚餐时，我就换一个合我晚餐的口味。”

### 早期主要作品
欧文在纽约拿到法律学位后，与他的兄弟朋友合作在1807年1月创办了文学杂志“大杂烩”，疯狂地讽刺了纽约的文化和政治。“大杂烩”获得了相当的成功，使欧文声誉遍及纽约。
1809年底，为悼念17歲逝世的未婚妻瑪蒂爾達·霍夫曼（Matilda Hoffman），欧文完成了他的第一本书《纽约外史》，讲述了荷兰殖民者在纽约的统治，对错误的历史观和当代的政治进行了讽刺，驳斥了殖民主义者为奴役和屠杀印第安人所制造的荒谬的论据。这部作品摆脱了文学方面长期以来受到的英国的束缚，运用本国题材写出了民族特色，对于促进美国民族文学的发展有着重要的意义。並以逗趣的形式体现纽约市的传统；阐述了本地人的脾性、风俗和特色；给本地的风光与场所以及熟悉的人物披上一层怪念丛生的联想。
在出版之前，欧文谋划了一则诡计，他在纽约报纸上刊登寻人启事，寻找在纽约的旅馆周边走失的荷兰历史学家“迪德里希尼克伯克”。并声称如果尼克伯克先生不回来支付酒店房费的话，酒店老板将发表尼克伯克的留下的手稿。这引发了读者和纽约市官员们十足的兴趣，借助这个浪潮，欧文化名为荷兰历史学家「迪德里希尼克伯克」发表了《纽约外史》，立即获得了大众的关注和成功。
《纽约外史》虽风靡一时，而欧文并没有进一步发挥他的文学创作才能。此后10年，除1812年战争期间曾于1814年担任过短期军职之外，一直在帮助他的哥哥经商，1815年欧文去英国利物浦在他哥哥所开设的分行工作；1818年分行因经济萧条而倒闭，欧文留居英国，以写作为生。在之后的17年，欧文都留在了欧洲。

### 在欧洲时期
1815年欧文去了英国利物浦，在他哥哥所开设的分行工作；但在1818年分行因经济萧条而倒闭了。虽然欧文哥哥劝他回家，但他最终还是留居英国，以写作为生。
1820年，欧文游遍英国的名胜古迹，怀着对英国古老文明的仰慕和对从前资本主义社会的向往，陆续发表许多散文、随笔和故事，共32篇；结集为《见闻札记》（A Sketch Book）出版，以幽默风趣的笔调和富于幻想的浪漫色彩，描写了英国和美国古老的风俗习惯以及善良淳朴的旧式人物。引起欧洲和美国文学界的重视。欧文自己则说:“我只想在全国协奏曲里吹长笛伴奏，而让别人来演奏小提琴和法国号。”这部作品奠定了欧文在美国文学史上的地位。其中的散文《威斯敏斯特教堂》、短篇小说《李伯大夢》、《睡谷的传说》、《魔鬼和湯姆·華克爾》和《海盜基德》等，都是脍炙人口至今不衰之作。
《李伯大夢》以殖民地时期哈德逊河畔一个山村为背景，描写了贫苦农民李伯·凡·温克尔的奇特遭遇。李伯是一个心底善良、和蔼可亲的人，他乐于帮助别人，但在自己家里却十分懒惰。为了逃避妻子的责骂，李伯有一天带着猎狗躲进了森林。谁知，他来到的是一个被魔法控制的地方。在那里，李伯喝了一种奇妙的饮料，倒头便睡，一觉就是20年。当他醒来回到家里时，发现家乡的一切都变了样，他记忆中的那个时代早已变成了历史。作者通过李伯那看似荒唐的遭遇反映了独立革命前后北美大陆上乡村的社会状况。同时也巧妙地暗示了这场革命成功以后，广大民众并没有在生活上得到丝毫改善，从而对现实进行了讽刺。作品还开创了美国文学反抗专制思想的个人这样一种典型形象。
《沉睡谷傳奇》的故事背景，与《李伯大夢》十分相似。“沉睡谷”是哈德逊河畔一个幽僻的山间小村，那里清幽恬静、与世隔绝，村民们思想闭塞，对各种鬼怪深信不疑。穷教师伊卡鲍德·克莱恩看上了富家女儿卡特琳娜，还梦想有一天能成为富有的庄园主。他穿着寒酸的“礼服”去参加卡特琳娜家里的舞会，回家的路上碰上一个没有脑袋的“骑士”，这个“无头骑士”紧跟他的后边，把这个最怕鬼的穷书生吓得魂不附体。最后，那个“鬼”把抑在胸前的“头”（一个大南瓜）高高举起，向他狠狠扔去，打中了他的頭，讓他倒栽蔥落到地面上，昏了過去，结束了这场“夜袭”。原来这是卡特琳娜和与她热恋着的小伙子一起搞的恶作剧。伊卡鲍德弄清事实后，羞得无地自容，只好不辞而别，到外地教书去了。在这个故事中，欧文以极富诗意的语言描写了宁静乡村的理想生活和村民们淳朴、善良、幽默的性格。故事也含蓄地批评了社会现实：幽静的乡村反衬出喧嚣的城市；早期移民的单纯善良反衬出资产阶级的卑微和龌龊。
1826年他在马德里擔任美国驻西班牙大使馆馆员。搜集了许多有关哥伦布的珍贵资料，游历了格拉纳达的名胜，并在阿尔罕伯拉宫逗留了将近三个月。这一切激起了他对研究西班牙历史的兴趣。因而他写出了三部有关西班牙的著作：1828年发表的《哥伦布的生平和航行》（The Life and Voyages of Christopher Columbus），1829年发表的《征服格拉纳达編年史》（The Chronicles of the Conquest of Granada），和同年出版游记、随笔和故事集《阿尔罕伯拉故事集》（Tales of the Alhambra，1832年）。 而且欧文曾任美国驻英公使馆秘书。牛津大学曾授予其名誉法学博士学位，英国皇家学会也向他颁发了勋章。

## 文化遗产

### 文学成就

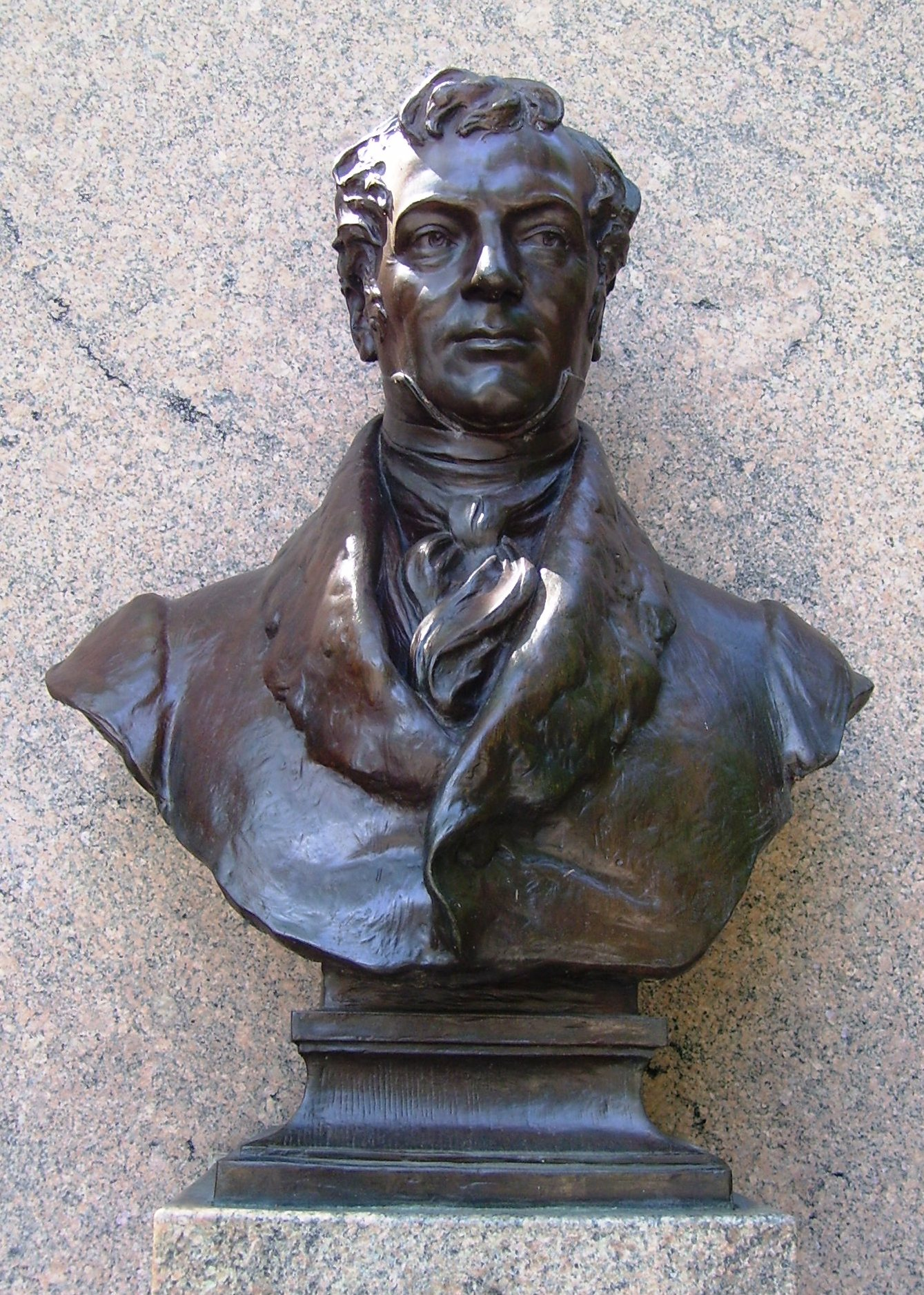
歐文在紐約州歐文頓的半身像

欧文被广泛誉为“美国第一文学家”，以及第一个完全靠笔头来谋生的人。他的朋友，作为诗人的亨利·沃兹沃斯·朗费罗是这样肯定欧文在美国文学发展中的贡献的：“我们对于他身为一个作家的荣誉感到自豪，不过最不能忽略的是，在这些背后，他在文学的历史上为我们国家赢得的名声和地位。”
欧文完善了美国的短篇小说。也是第一个使作品深深扎根于美国人民心中的作家，即使是那些他从德国或荷兰的民间传说中挖取的素材。欧文还是第一个用白话文写作的作家，而且他写作完全是为了取悦于观众而不是进行启蒙式的说教。欧文常常鼓励年轻作家，正如乔治·威廉·柯蒂斯所说的：“在这个国家只要见过欧文的上进的年轻作家，就没有没接受过欧文的同情、认同和鼓励的。”
不过，包括埃德加·艾伦·坡在内的一些批评家指出，虽然欧文作为创新者的方面值得赞扬，但是作为作家本身的这个身份却显得太不成熟了。坡在1838年这样写道：“欧文被明显高估了，我们可以明显区分他单纯作为先锋应得的荣誉和他作为作家应该受到质疑的名声。”纽约之镜的一个评论家曾这样写道：“在文学的国度里没有比华盛顿·欧文先生更遭過譽的人了。”一些批评家特地指出，欧文身为一个美国人却尤其地去迎合英式口味，正如一个批评家写的，他“记述的和为之写作的都是英格兰，而不是他自己的国家。”
其他的批评家则对欧文的风格更为宽容一点。威廉·梅克比斯·萨克雷是首个把欧文称赞为“被文学的新国度送到旧时代的大使。”而这正被从19到20世纪的批评家和作家当做反对欧文的标语，1881年，批评家H·R·霍勒斯这样写道：“他是美国第一个幽默作家，因为他几乎是美国的第一个作家。但是当归属到新的文学世界时，他身上总有一种古怪的旧世界的味道。”
早期的批评家常常难以把欧文本人从他的作家身份中剥离出来——“华盛顿·欧文是因为作家这个身份而变得最有名的人之一，”理查德·亨利·斯托得，一个早期的欧文纪传者这样写道。——但是随着时间的流逝，欧文的盛名渐渐消散于无，批评家们开始指出他的写作形式多样，却毫无实质。“这个人没有任何想传达的东西。”评论家巴雷特·温德尔这样说道。但是，批评者们也都承认，虽然欧文的作品缺乏有深度的主题，但是他的写作风格异常高雅。

### 对美国文化的影响

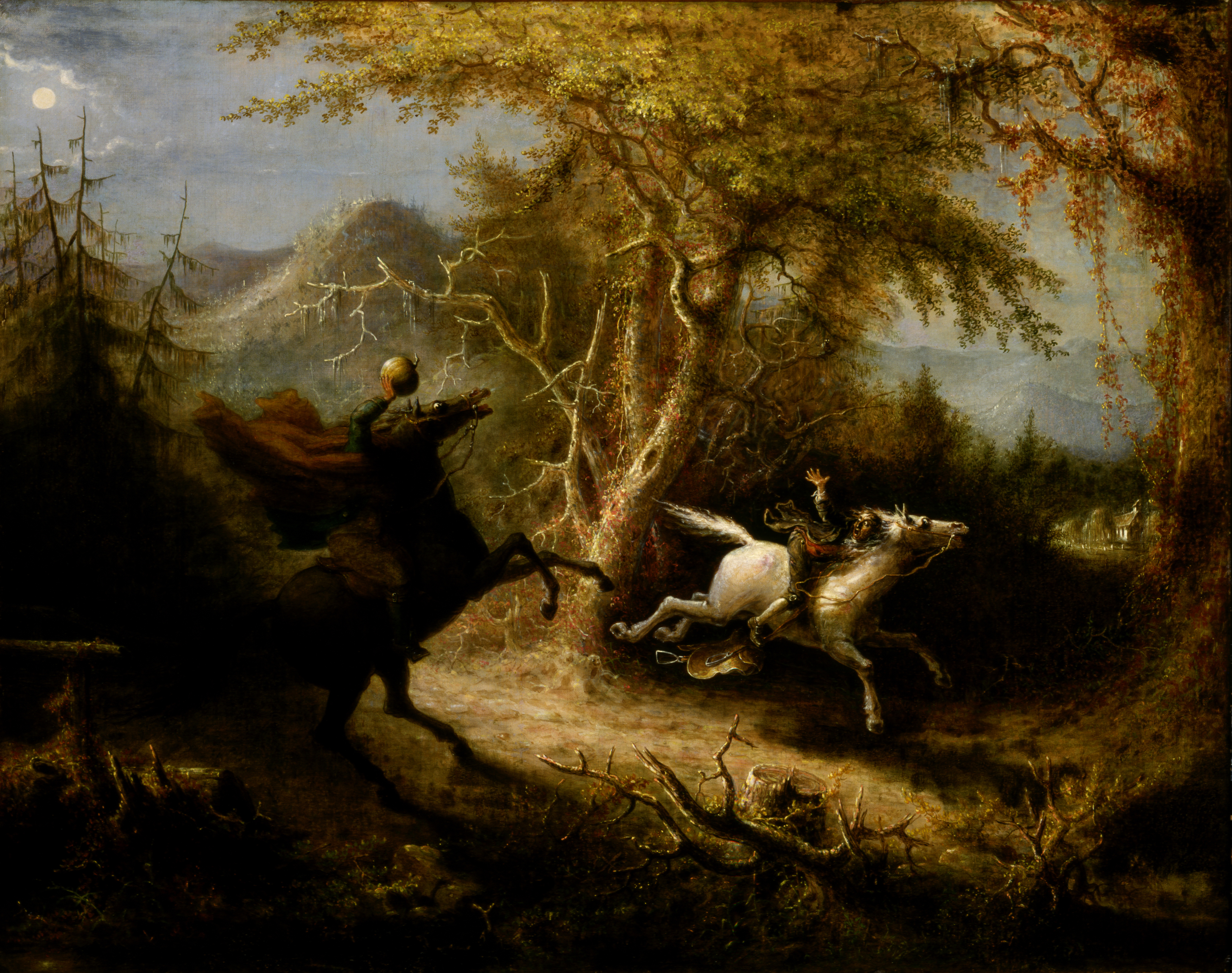
約翰·奎多的作品「無頭騎士追逐伊卡鮑德·克萊恩」受到歐文作品的啟發。

欧文使纽约市的别名“哥谭”变得广为人知，这个名字随后被《蝙蝠侠》动漫和电影所采用。欧文也被认为是发明了“万能的美元”这个词汇的人。
知名的NBA篮球队——纽约尼克斯队的名字——也是取自他作品中的荷兰历史学家，戴里奇·尼克伯克。在纽约市附近的布鲁克林，布什维克区还有两条平行的街道分别被命名为欧文区和尼克伯克区。
而欧文留下的最有生命力对美国文化的共享是他影响了美国人看待和庆祝圣诞节。在《纽约外史》的1812年修订版本中，欧文加入了一个圣尼古拉坐在飞行马车中翱翔过树梢的片段——后人把他包装成了圣诞老人。在他的《柑掌录》收录的五个圣诞节故事中，欧文描绘一个理想化的古老而又奇怪的英国传统的庆祝圣诞节的方法，勾勒了一幅他在英国体验过的已经被普遍弃置的和谐而又热心的英国圣诞节氛围的图画。他把从《圣诞节的辩护》一书中找到的英国圣诞节传统当做他的故事的标准格式。他的书为美国圣诞节的复苏和复兴作出了巨大的贡献。
在欧文的关于克里斯托弗·哥伦布的传记中，他错误地记录了在发现新世界之前欧洲人普遍地认为地球是平的。从此以后，这个平地球之谜被当做是事实在美国人中教授了好几代。
美國畫家約翰·奎多的不少畫作均是取自於欧文作品中的場景，如「無頭騎士追逐伊卡鮑德·克萊恩」（1858年）。

### 纪念物
华盛顿·欧文的家——“朝阳面”（Sunnyside）——仍然安然地立在纽约塔里敦。他原本的家曾被一个18世纪的殖民主义者沃夫特·奥卡尔所拥有，也就是他的书《沃夫特的栖木》的原形。现在这座房屋被开发成一座景点向游客开放。华盛顿·欧文纪念馆就矗立在“朝阳面”的入口附近。
德克萨斯州的欧文市通过如此命名来纪念华盛顿·欧文。

## 作品
| 書名                                                                | 出版日期              | 署名                                          | 類型          |
| ------------------------------------------------------------------- | --------------------- | --------------------------------------------- | ------------- |
| Letters of Jonathan Oldstyle                                        | 1802年                | Jonathan Oldstyle                             | 書信          |
| 大雜燴                                                              | 1807至1808年          | Launcelot Langstaff，Will Wizard              | 諷刺          |
| 紐約外史                                                            | 1809年                | 迪德里希·尼克博克                             | 諷刺          |
| 見聞札記                                                            | 1819至1820年          | Geoffrey Crayon                               | 短篇小說/散文 |
| Bracebridge Hall                                                    | 1822年                | Geoffrey Crayon                               | 短篇小說/散文 |
| Tales of a Traveller                                                | 1824年                | Geoffrey Crayon                               | 短篇小說/散文 |
| 哥伦布的生平和航行                                                  | 1828年                | 華盛頓·歐文                                   | 傳記/歷史     |
| 攻克格拉纳达                                                        | 1829年                | Fray Antonio Agapida                          | 歷史          |
| Voyages and Discoveries of the Companions of Columbus               | 1831年                | 華盛頓·歐文                                   | 傳記/歷史     |
| 阿尔罕伯拉故事集                                                    | 1832年                | 「The Author of the Sketch Book」             | 短篇小說/旅行 |
| The Crayon Miscellany                                               | 1835年                | Geoffrey Crayon                               | 短篇小說      |
| Astoria                                                             | 1836年                | 華盛頓·歐文                                   | 傳記/歷史     |
| The Adventures of Captain Bonneville                                | 1837年                | 華盛頓·歐文                                   | 傳記/歷史     |
| The Life of Oliver Goldsmith                                        | 1840年 （1849年修訂） | 華盛頓·歐文                                   | 傳記          |
| Biography and Poetical Remains of the Late Margaret Miller Davidson | 1841年                | 華盛頓·歐文                                   | 傳記          |
| Mahomet and His Successors                                          | 1849年                | 華盛頓·歐文                                   | 傳記/歷史     |
| 沃夫特的栖木                                                        | 1855年                | Geoffrey Crayon 華盛頓·歐文 迪德里希·尼克博克 | 傳記          |
| 喬治·華盛頓傳 （5卷）                                               | 1855至1859年          | 華盛頓·歐文                                   | 傳記          |

## 外部連結
- 互联网档案馆中華盛頓·歐文的作品或与之相关的作品
- 華盛頓·歐文的作品  - 古騰堡計劃
- 華盛頓·歐文在互联网电影资料库（IMDb）上的資料（英文）

| 外交職務            | 外交職務                   | 外交職務                        |
| ------------------- | -------------------------- | ------------------------------- |
| 前任者： Aaron Vail | 美国驻西班牙大使 1842–1846 | 繼任者： 羅穆勒斯·米謝爾·桑達士 |